# 다카이와역 (나가노현)
다카이와역(일본어: 高岩駅)은 일본 나가노현 미나미사쿠군 사쿠호정에 위치한 동일본 여객철도 고우미 선의 철도역이다. 단선 승강장 1면 1선의 구조를 갖춘 지상역이다.

## 이용 현황
- 2010년도 : 22명
- 2011년도 : 24명

## 역 주변
- 국도 제141호선
- 지쿠마강

## 역사
- 1919년 3월 11일 : 사쿠 철도 하구로시타 - 고우미 간 개통과 동시에, 다카이와 정류소로서 개업. 여객 영업만.
- 1934년 9월 1일 : 사쿠 철도의 국유화에 의해, 국철의 역이 됨.
- 1987년 4월 1일 : 일본국유철도 분할 민영화에 의해, 동일본 여객철도가 승계.

## 인접 역
| 동일본 여객철도 고우미 선 | 동일본 여객철도 고우미 선 | 동일본 여객철도 고우미 선 |
| ------------------------- | ------------------------- | ------------------------- |
| 마나가시 고부치자와 방면  | 고우미 선                 | 하치호에 고모로 방면      |